# 篠津村 (埼玉県)
篠津村（しのづむら）は、埼玉県の東部、南埼玉郡に属していた村。現在の白岡市の中部。
現在の自治体名「白岡」はもともと当村の地名である。

## 地理

### 概要
白岡市中心部である白岡駅、新白岡駅が位置している元荒川の東側一帯が旧村域である。
また、白岡八幡宮が位置している。

### 河川
- 備前堀川
- 高岩落川
- 白石様堀
- 姫宮落川
- 庄兵衛堀川
- 隼人堀川
- 星川（下星川）
- 元荒川
- 笠原用水
- 黒沼用水
- 馬立用水

## 歴史
- 849年（嘉祥2年） - 白岡八幡宮が創建される。
- 1713年（正徳3年） - 野牛村領主の新井白石により野牛村の農業排水路（白石様堀）が整備される。
- 1889年（明治22年）4月1日 - 町村制施行により、篠津村・野牛村・白岡村・寺塚村・高岩村が合併して南埼玉郡篠津村が成立。
- 1954年（昭和29年）9月1日 - 日勝村および大山村大字下大崎・柴山・荒井新田と合併して白岡町となり消滅。